# Іванов Іван Іванович (льотчик)
Іва́н Іва́нович Івано́в (8 жовтня 1909 — 22 червня 1941) — радянський військовий льотчик-винищувач, Герой Радянського Союзу (1941, посмертно). Вважається одним з перших пілотів, що здійснили повітряний таран.

## Біографія
Народився 1909 року в селі Чижове Богородського повіту Московської губернії (нині в складі міста Фрязіно, Московська область) у багатодітній сім'ї Івана Івановича та Євгенії Іванівни Іванових. Родина його діда належала до міщан Стрітенської слободи Москви і, ймовірно, була небідною. Батько Івана мав власну кузню та був заможним і успішним сільським ковалем, мати була домогосподаркою. Іван Іванов отримав початкову освіту в сільській школі в Гребнєво і, що зовсім не дивно, освоїв батьківську професію і став ковалем. У 1920-30-ті роки радянська влада забрала в його родини кузню, і Івану довелось працювати у колгоспній. У кінці 1930 року Іван поїхав до Москви, де працював ковалем у майстернях Московської транспортної спілки.
У вересні 1931 року у віці 22 років був призваний до лав Робітничо-селянської Червоної армії. Служив в артилерійській частині, яка дислокувалась у селищі Солнєчногорський Московської області (тепер місто Солнєчногорськ), пізніше направлений по комсомольській путівці в Пермську авіаційну школу. В березні 1933 року переведений у 8-у Одеську військову авіаційну школу пілотів. 1934-го року, після закінчення авіаційної школи, Іван Іванов служив в 11-му легкобомбардувальному полку у Київському військовому окрузі. У 1935 році став командиром ланки. Літав на літаках У-2 і Р-5.
У 1939 році брав участь у так званому Польському поході РСЧА (1939). Учасник Радянсько-фінської війни (1939—1940). Воював на літаку Р-Z. Здійснив 7 бойових вильотів на бомбардування військ та вузлових залізничних станцій супротивника, У тому числі 3 вночі. В кінці 1940 року закінчив курси винищувачів. Був направлений в 46 авіаполк (аеродроми Дубно і Млинів) 14 змішаної авіадивізії. Був призначений заступником командира ескадрильї.
Був двічі одружений, через це і через те, що втратив облікову картку кандидата в члени Всесоюзної Комуністичної партії (більшовиків) в комуністичну партію його не прийняли. Мав синів від першого і другого шлюбу.
46 полк базувався на аеродром в смт. Млинові та с. Гранівці. Існував запасний літній аеродром біля самого Дубно (територія за залізничною колією, між селами Рачин і Гірники на схід від Дубно).
У перший день нападу Німеччини на СРСР 22 червня 1941 року, коли аеродром в Гранівці (біля Дубно) був закритий на реконструкцію і 46 полк з літаками знаходились в Млинові (територія на протилежному березі річки Ікви на південь від Млинова), Іван Іванов вилітає по бойовій тривозі з аеродрому Млинів на перехоплення бомбардувальників «Хейнкель-111» ескадри KG55 «Greif». В бою гине. Політуправління Військово-повітряних сил Південно-західного фронту (ВПС ПЗФ) видає листівку про таран і після клопотання Управління Південно-західного фронту (ПЗФ) про нагородження 2 серпня 1941 року старшому лейтенанту Іванову Івану Івановичу посмертно присвоєно звання Героя Радянського Союзу.

## Увічнення пам'яті
Після війни на батьківщині Іванова на проспекті Миру в Фрязіно був встановлений пам'ятник та бюст на Алеї героїв.
У місті Щолково Московської області встановлена меморіальна дошка.
Ім'я пілота Іванова Івана Івановича носять вулиці в містах Щолково, Запоріжжя, а також школа № 1 у м. Фрязіно.
У 80-х роках після публікацій П. Яковчука встановили пам'ятник в Дубно. Село Загорці (тепер Великі та Малі Загірці), що за 8 км на південний захід від Дубно, стало офіційним місцем тарану і падіння. Там встановили обеліск.
Будинок-музей у м. Фрязіно у 2000 році згорів. Існує версія про підпал з метою отримати територію, на якій стояв музей.
Про нього написано патріотичну і пафосну книгу Георгія Ровенського «Іван Іванович Іванов, летчик-истебитель, герой первого тарана в Великой Отечественной войне» (2008).

### Галерея

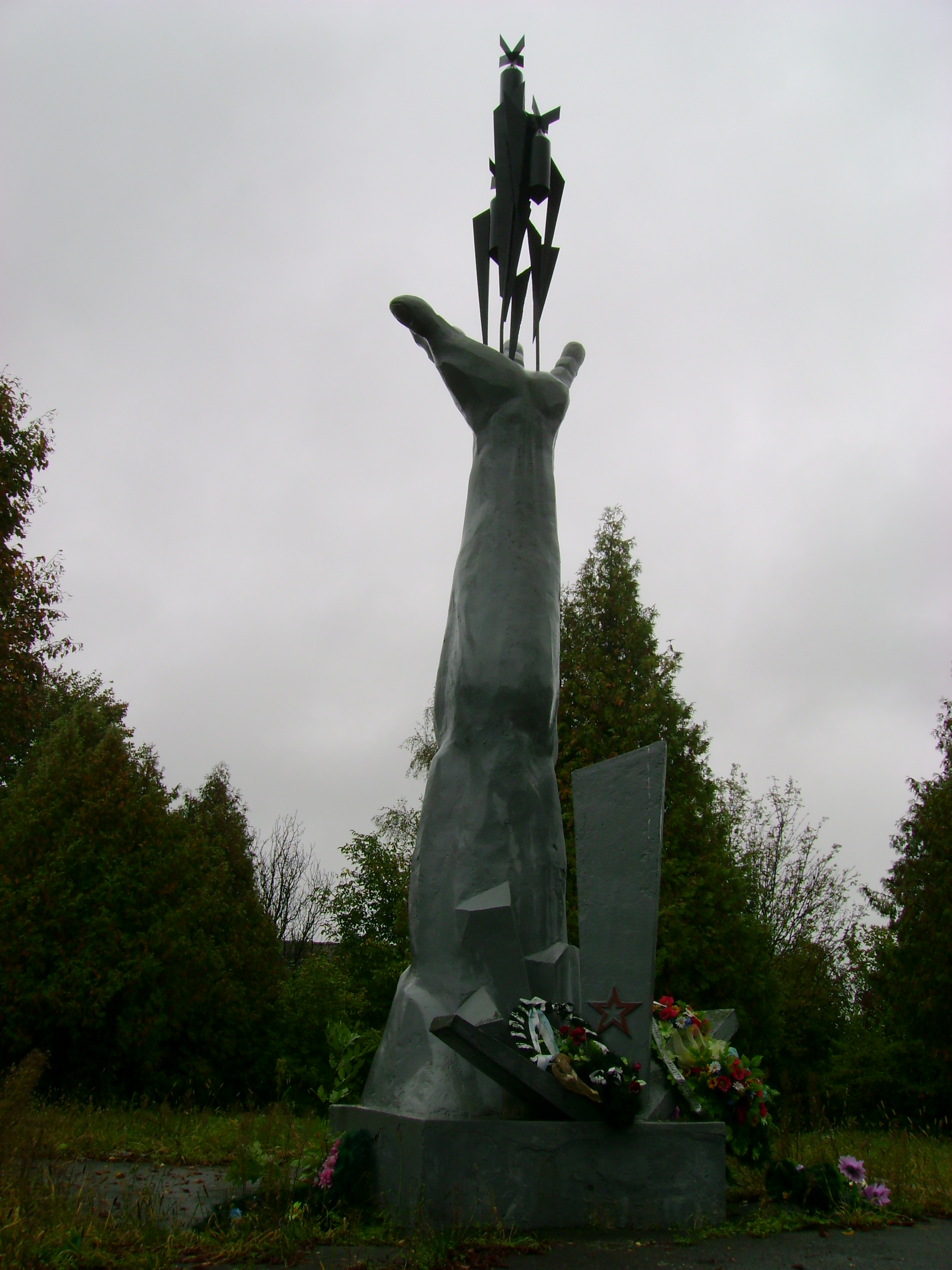
Пам'ятник у селі Великі Загорці
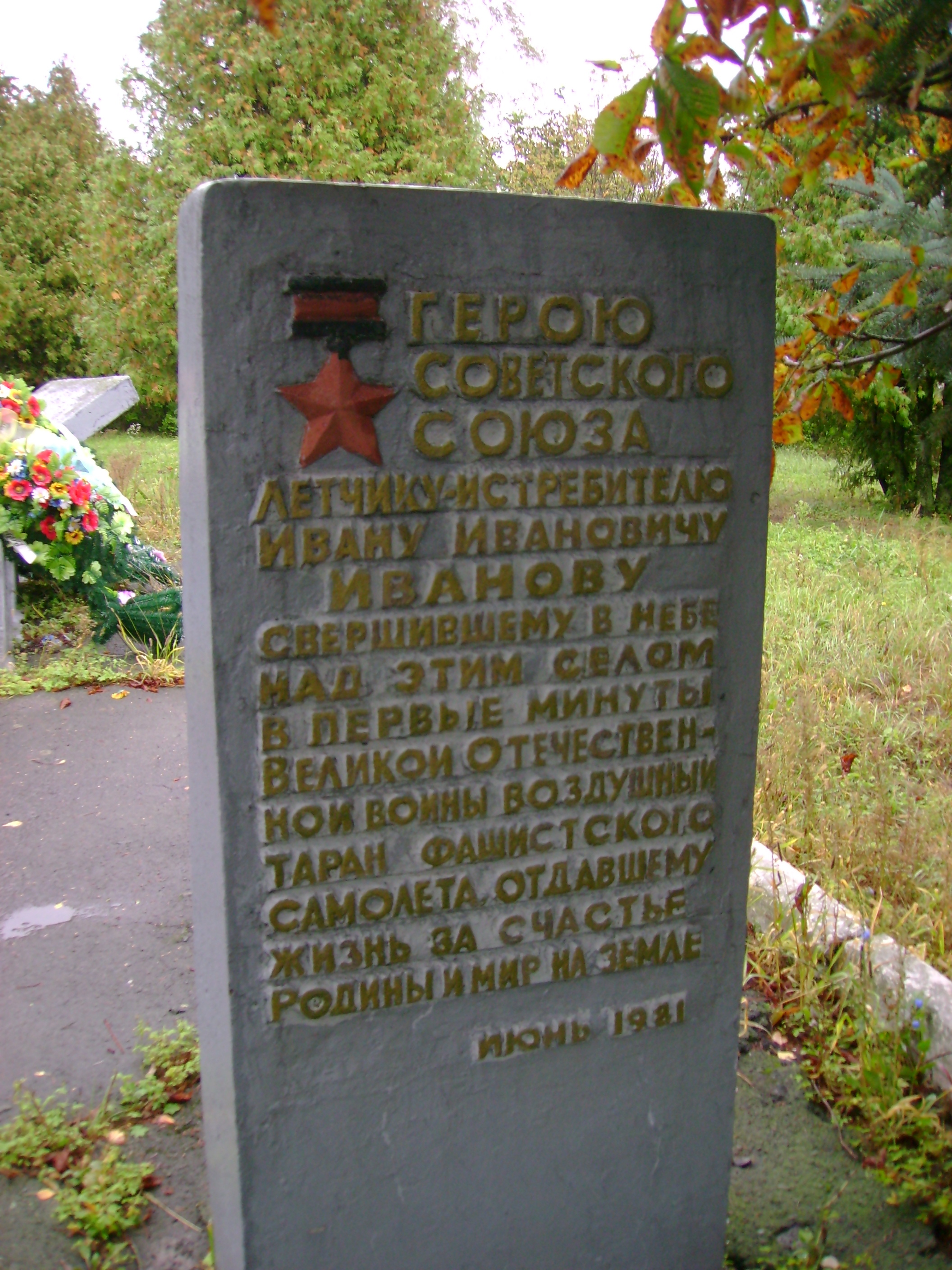
у селі Великі Загорці

Делегація Черкаського району Черкаської області в складі голови районної ради та сільського голови села Свидівок була запрошена в м. Фрязіно на святкування Дня Перемоги та 70-річчя формування 3-ї Гвардійської повітряно-десантної бригади. 9 травня 2013року в місті Фрязіно відкрито музей — садибу Герою Радянського Союзу Іванову І. І. на місці будинку що згорів де була присутня делегація.

## Цікаві факти
Настрій Іванова можна побачити в його листі до брата від 13 березня 1941 року, коли Іванов жив з дружиною в Дубно. Він пише, щоб його племінник не йшов у пілоти. До цього висновку його спонукало те, що СРСР з 1939 року почав інтенсивно нарощувати військову міць, готуючись до нових воєн і різко збільшився випуск військових пілотів за прискореною програмою. Брак навичок коштували недосвідченим пілотам життя. Також Червона армія зменшила зарплату вже існуючим пілотам. Одночасно в цьому листі Іванов пише, що його дружина збирається шити собі шубу з грамоти, яку вона отримала за перемогу 8 березня з бігу в протигазі.
З цього листа можна зрозуміти, що Іванов був досить раціональною людиною, з почуттям гумору і назвати його фанатично відданим владі важко.
Щодо того, як загинув Іванов, чи був насправді повітряний таран, і якщо так, то чи був він першим в історії, досі ведуться дискусії.